# HD 107398
HD 107398，又名BD+27 2115，SAO 82254、HR 4698，是一颗恒星，视星等为7.13，位于銀經211.78，銀緯83.16，其B1900.0坐标为赤經12h 15m 39.4s，赤緯+27° 83.16′ 46″。